# Lavardin (Sarthe)
Lavardin és un municipi francès situat al departament del Sarthe i a la regió de País del Loira. L'any 2007 tenia 788 habitants.

## Demografia

### Població
El 2007 la població de fet de Lavardin era de 788 persones. Hi havia 300 famílies de les quals 52 eren unipersonals (24 homes vivint sols i 28 dones vivint soles), 112 parelles sense fills, 120 parelles amb fills i 16 famílies monoparentals amb fills.
La població ha evolucionat segons el següent gràfic:
Habitants censats

### Habitatges
El 2007 hi havia 305 habitatges, 300 eren l'habitatge principal de la família, 2 eren segones residències i 3 estaven desocupats. 303 eren cases i 1 era un apartament. Dels 300 habitatges principals, 268 estaven ocupats pels seus propietaris, 29 estaven llogats i ocupats pels llogaters i 3 estaven cedits a títol gratuït; 1 tenia una cambra, 11 en tenien dues, 31 en tenien tres, 68 en tenien quatre i 188 en tenien cinc o més. 243 habitatges disposaven pel capbaix d'una plaça de pàrquing. A 105 habitatges hi havia un automòbil i a 183 n'hi havia dos o més.

### Piràmide de població
La piràmide de població per edats i sexe el 2009 era:
| Homes | Edats   | Dones |
| ----- | ------- | ----- |
| 0     | 95 o +  | 0     |
| 0     | 90 a 94 | 0     |
| 0     | 85 a 89 | 4     |
| 0     | 80 a 84 | 0     |
| 12    | 75 a 79 | 8     |
| 12    | 70 a 74 | 8     |
| 8     | 65 a 69 | 8     |
| 24    | 60 a 64 | 24    |
| 24    | 55 a 59 | 16    |
| 32    | 50 a 54 | 40    |
| 20    | 45 a 49 | 32    |
| 24    | 40 a 44 | 16    |
| 28    | 35 a 39 | 36    |
| 32    | 30 a 34 | 20    |
| 24    | 25 a 29 | 8     |
| 8     | 20 a 24 | 20    |
| 28    | 15 a 19 | 20    |
| 20    | 10 a 14 | 12    |
| 12    | 5 a 9   | 36    |
| 12    | 0 a 4   | 8     |

## Economia
El 2007 la població en edat de treballar era de 504 persones, 383 eren actives i 121 eren inactives. De les 383 persones actives 360 estaven ocupades (187 homes i 173 dones) i 23 estaven aturades (10 homes i 13 dones). De les 121 persones inactives 60 estaven jubilades, 31 estaven estudiant i 30 estaven classificades com a «altres inactius».

### Ingressos
El 2009 a Lavardin hi havia 287 unitats fiscals que integraven 764,5 persones, la mediana anual d'ingressos fiscals per persona era de 19.796 €.

### Activitats econòmiques
Dels 10 establiments que hi havia el 2007, 1 era d'una empresa extractiva, 1 d'una empresa de construcció, 2 d'empreses de comerç i reparació d'automòbils, 1 d'una empresa d'hostatgeria i restauració, 1 d'una empresa financera, 2 d'empreses de serveis i 2 d'empreses classificades com a «altres activitats de serveis».
Dels 2 establiments de servei als particulars que hi havia el 2009, 1 era un electricista i 1 perruqueria.
L'any 2000 a Lavardin hi havia 6 explotacions agrícoles que ocupaven un total de 228 hectàrees.

## Equipaments sanitaris i escolars
El 2009 hi havia una escola elemental integrada dins d'un grup escolar amb les comunes properes formant una escola dispersa.

## Poblacions més properes
El següent diagrama mostra les poblacions més properes.